# Bahnstrecke Lussac-les-Châteaux–Saint-Saviol
| Isle-Jourdain-Viadukt bei Einbruch der Dunkelheit von der St-Sylvain-Brücke aus. |                      | | |
| Streckennummer (SNCF): | 604 000              | | |
| Kursbuchstrecke (SNCF): | 91                   | | |
| Streckenlänge: | 53,4 km              | | |
| Spurweite: | 1435 mm (Normalspur) | | |
| Maximale Neigung: | 12,5 ‰               | | |
| |                      | | |
| \| \| \| Bahnstrecke Mignaloux-Nouaillé–Bersac von Bersac \| \| \| \| 377,1 \| Lussac-les-Châteaux \| 91 m \| \| \| ~376,8 \| D 749 (ehem. N 749) \| D 749 (ehem. N 749) \| \| \| ~376,5 \| Bahnstrecke Mignaloux-Nouaillé–Bersac n. Mignaloux-Nouaillé \| Bahnstrecke Mignaloux-Nouaillé–Bersac n. Mignaloux-Nouaillé \| \| \| ~377,9 \| \| N 147 \| \| \| 382,1 \| Villars (Vienne) \| Villars (Vienne) \| \| \| \| Petite Blourde (22 m) \| \| \| \| \| Grande Blourde (45 m) \| \| \| \| 385,2 \| Persac \| Persac \| \| \| 392,0 \| Moussac-sur-Vienne \| Moussac-sur-Vienne \| \| \| \| Viadukt (42 m) \| \| \| \| 397,3 \| L’Isle-Jourdain \| 135 m \| \| \| \| Vienne (Viaduc de L’Isle-Jourdain; 303 m) \| \| \| \| 401,7 \| Le Vigeant \| 157 m \| \| \| \| Bahnstrecke Roumazières-Loubert–Vigeant n. Roumazières-L. \| \| \| \| 407,2 \| Les Courtines \| Les Courtines \| \| \| 410,8 \| Saint-Martin-Usson \| Saint-Martin-Usson \| \| \| \| \| \| \| \| \| Bahnstrecke Poitiers–Saint-Martin-l’Ars (TV, Meterspur, 1895–1934)[2] nach Poitiers und D 741 (ehem. N 741) \| \| \| \| \| \| \| \| \| \| Le Clain \| \| \| \| \| Payrou (24 m) \| \| \| \| 416,3 \| Mauprévoir \| Mauprévoir \| \| \| 424,2 \| Charroux \| Charroux \| \| \| \| (74 m) \| \| \| \| 430,1 \| Savigné \| Savigné \| \| \| \| (55 m) \| \| \| \| 434,3 \| Civray \| Civray \| \| \| \| (54 m) \| \| \| \| \| Bahnstrecke Paris–Bordeaux von Poitiers \| \| \| \| 440,4 388,0 \| Saint-Saviol \| 126 m \| \| \| \| \| \| \| \| \| Bahnstrecke Saint-Julien-de-l’Escap–Saint-Saviol (CFD) nach St-Julien-de-l’Escap \| \| \| \| \| \| \| \| \| \| \| \| \| \| \| Bahnstrecke Paris–Bordeaux nach Bordeaux-St-Jean über Angoulême \| \| |                      | | |
| |                      | Bahnstrecke Mignaloux-Nouaillé–Bersac von Bersac                                                         | |
| Bahnhof | 377,1                | Lussac-les-Châteaux                                                                                      | 91 m |
| Brücke | ~376,8               | D 749 (ehem. N 749)                                                                                      | D 749 (ehem. N 749)                                                                                      |
| Abzweig ehemals geradeaus und nach rechts | ~376,5               | Bahnstrecke Mignaloux-Nouaillé–Bersac n. Mignaloux-Nouaillé                                              | Bahnstrecke Mignaloux-Nouaillé–Bersac n. Mignaloux-Nouaillé                                              |
| Bahnübergang (Strecke außer Betrieb) | ~377,9               | | N 147 |
| Bahnhof (Strecke außer Betrieb) | 382,1                | Villars (Vienne)                                                                                         | Villars (Vienne)                                                                                         |
| Brücke über Wasserlauf (Strecke außer Betrieb) |                      | Petite Blourde (22 m)                                                                                    | Petite Blourde (22 m)                                                                                    |
| Brücke über Wasserlauf (Strecke außer Betrieb) |                      | Grande Blourde (45 m)                                                                                    | Grande Blourde (45 m)                                                                                    |
| Bahnhof (Strecke außer Betrieb) | 385,2                | Persac                                                                                                   | Persac                                                                                                   |
| Bahnhof (Strecke außer Betrieb) | 392,0                | Moussac-sur-Vienne                                                                                       | Moussac-sur-Vienne                                                                                       |
| Brücke (Strecke außer Betrieb) |                      | Viadukt (42 m)                                                                                           | Viadukt (42 m)                                                                                           |
| Bahnhof (Strecke außer Betrieb) | 397,3                | L’Isle-Jourdain                                                                                          | 135 m |
| Brücke über Wasserlauf (Strecke außer Betrieb) |                      | Vienne (Viaduc de L’Isle-Jourdain; 303 m)                                                                | Vienne (Viaduc de L’Isle-Jourdain; 303 m)                                                                |
| Bahnhof (Strecke außer Betrieb) | 401,7                | Le Vigeant                                                                                               | 157 m |
| Strecke quer |                      | Bahnstrecke Roumazières-Loubert–Vigeant n. Roumazières-L.                                                | Bahnstrecke Roumazières-Loubert–Vigeant n. Roumazières-L.                                                |
| Dienststation / Betriebs- oder Güterbahnhof (Strecke außer Betrieb) | 407,2                | Les Courtines                                                                                            | Les Courtines                                                                                            |
| U-Bahn-Kopfbahnhof Streckenanfang · Bahnhof (Strecke außer Betrieb) | 410,8                | Saint-Martin-Usson                                                                                       | Saint-Martin-Usson                                                                                       |
| |                      | | |
| U-Bahn-Strecke nach rechts · Bahnübergang (Strecke außer Betrieb) |                      | Bahnstrecke Poitiers–Saint-Martin-l’Ars (TV, Meterspur, 1895–1934) nach Poitiers und D 741 (ehem. N 741) | Bahnstrecke Poitiers–Saint-Martin-l’Ars (TV, Meterspur, 1895–1934) nach Poitiers und D 741 (ehem. N 741) |
| |                      | | |
| Brücke über Wasserlauf (Strecke außer Betrieb) |                      | Le Clain                                                                                                 | Le Clain                                                                                                 |
| Brücke über Wasserlauf (Strecke außer Betrieb) |                      | Payrou (24 m)                                                                                            | Payrou (24 m)                                                                                            |
| Bahnhof (Strecke außer Betrieb) | 416,3                | Mauprévoir                                                                                               | Mauprévoir                                                                                               |
| Bahnhof (Strecke außer Betrieb) | 424,2                | Charroux                                                                                                 | Charroux                                                                                                 |
| Brücke (Strecke außer Betrieb) |                      | (74 m)                                                                                                   | (74 m)                                                                                                   |
| Bahnhof (Strecke außer Betrieb) | 430,1                | Savigné                                                                                                  | Savigné                                                                                                  |
| Brücke (Strecke außer Betrieb) |                      | (55 m)                                                                                                   | (55 m)                                                                                                   |
| Betriebs-/Güterbahnhof Strecke bis hier außer Betrieb | 434,3                | Civray                                                                                                   | Civray                                                                                                   |
| Brücke |                      | (54 m)                                                                                                   | (54 m)                                                                                                   |
| Abzweig geradeaus und von rechts |                      | Bahnstrecke Paris–Bordeaux von Poitiers                                                                  | Bahnstrecke Paris–Bordeaux von Poitiers                                                                  |
| U-Bahn-Kopfbahnhof Streckenanfang · Bahnhof | 440,4 388,0          | Saint-Saviol                                                                                             | 126 m |
| |                      | | |
| U-Bahn-Strecke nach rechts |                      | Bahnstrecke Saint-Julien-de-l’Escap–Saint-Saviol (CFD) nach St-Julien-de-l’Escap                         | Bahnstrecke Saint-Julien-de-l’Escap–Saint-Saviol (CFD) nach St-Julien-de-l’Escap                         |
| |                      | | |
| |                      | | |
| |                      | Bahnstrecke Paris–Bordeaux nach Bordeaux-St-Jean über Angoulême                                          | |

Die Bahnstrecke Lussac-les-Châteaux–Saint-Saviol ist eine eingleisige, Südwest-Nordost-gerichtete, über 53 Kilometer lange normalspurige Eisenbahnstrecke in Frankreich, die in Umgehung des Eisenbahnknotens Poitiers eine Verbindung zwischen der Bahnstrecke Mignaloux-Nouaillé–Bersac und der Nord-Süd-Magistrale Paris–Bordeaux hergestellt hat. Bis auf einen Gleisstummel in der Länge von 500 Metern bis zu einem Getreidesilo am Südwestende ist heute kein Verkehr mehr möglich. Die Gleise sind ansonsten abgebaut.
Die Kilometerzählung beginnt in Bahnhof Paris-Austerlitz und setzt sich über Poitiers und Mignaloux-Nouaillé  fort.

## Geschichte
| Abschnitt                     | Strecken-km von-bis | Länge in km | Schließung GV    | Entwidmung         |
| ----------------------------- | ------------------- | ----------- | ---------------- | ------------------ |
| Persac – L’Isle-Jourdain      | 385,2xx – 397,500   | 12,30       | 7. Oktober 1951  | 14. Januar 1972    |
| Persac – Saint-Martin-Usson   | 397,500 – 407,000   | 10,50       | unbekannt        | 29. Oktober 1970   |
| Lussac-les-Châteaux – Persac  | 377,750 – 385,2xx   | 7,45        | 3. November 1969 | 14. Januar 1972    |
| Bahnhof Saint-Martin-Usson    | 407,000 – 410,250   | 2,75        | 1. Juni 1990     | 17. September 1980 |
| Saint-Martin-Usson – Charroux | 407,000 – 424,200   | 17,20       | 1. Juni 1990     | 9. Dezember 1992   |
| Charroux – Civray-Ville       | 423,800 – 433,800   | 10,00       | unbekannt        | 10. November 2003  |

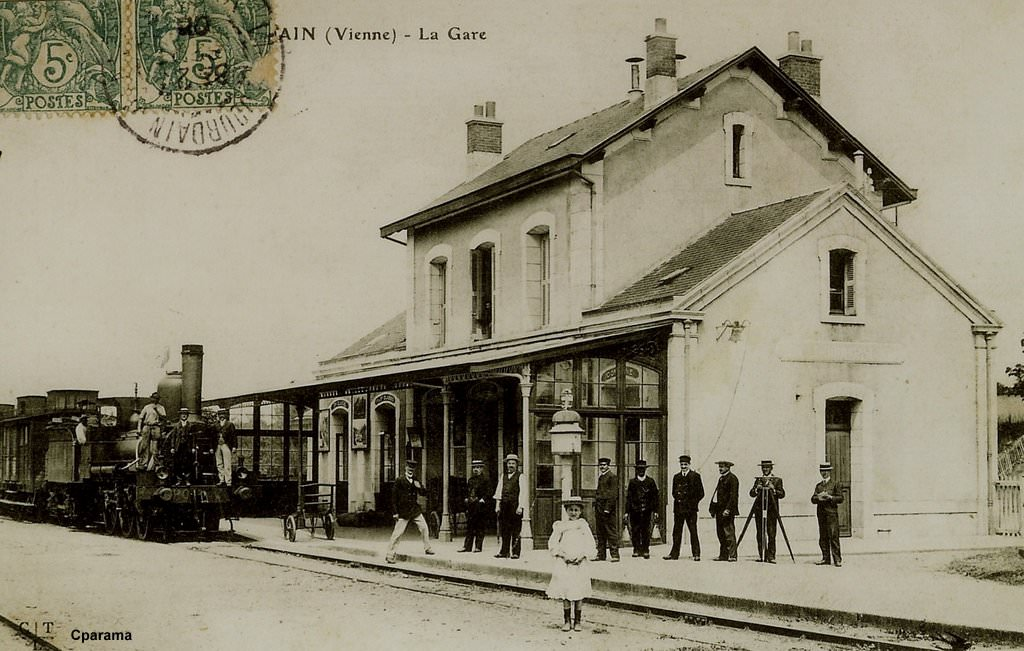
Postkarte: Eröffnung des Bahnhofs l’Isle-Jourdain

Die Bahngesellschaft Chemin de fer de Paris à Orléans (PO) strengte 1879 unter dem Namen Civray à Lussac den Bau dieser Trasse an, um den nördlichen Abschnitt der Bahnstrecke Mignaloux-Nouaillé–Bersac für Züge nach Westen und Süden zu entlasten. Am 28. Juni 1883 wurde sie als im öffentlichen Interesse liegend erklärt, also auch für den Personenverkehr zugelassen.
Die Strecke wurde in zwei Abschnitten eröffnet, zunächst am 15. November 1886 der 16,2 km lange Teil zwischen Charroux und Saint-Saviol, am 10. August 1891 auch der nordöstliche Teil bis Lussac-les-Châteaux. Schon vor Beginn des Zweiten Weltkriegs wurde am 15. Mai 1939 der Reiseverkehr geschlossen. Die Schließung des Güterverkehrs und die Entwidmung ist der nachfolgenden Tabelle zu entnehmen.
Die Bahnstrecke, die ausschließlich im Département Vienne verläuft, führt bis L’Isle-Jourdain in südliche Richtung entlang des rechten Ufers der Vienne stromaufwärts. Auf einem imposanten Viadukt quert sie den Fluss und läuft dann in eher westliche Richtung. Auf diesem Abschnitt mussten keine größeren Ingenieurbauwerke errichtet werden. Insgesamt ist für den Bau der Strecke nur eine Steigung von 12,5 ‰ notwendig gewesen.